# Lucanus prometheus
Lucanus prometheus là một loài bọ cánh cứng trong họ Lucanidae. Loài này được Boucher & HUANG mô tả khoa học năm 1991.